# غيلبيرت بودارت
غيلبيرت بودارت (2 سبتمبر 1962

 في أوغري) (بالفرنسية: Gilbert Bodart)‏ لاعب كرة قدم بلجيكي معتزل كان يجيد اللعب في مركز حارس مرمى وحاليا مدرب نادي روتشيفورت البلجيكي منذ 2008 .
لعب بودارت في أندية فيرلاين (1972-1976) ستاندارد لييج (1976-1996) بوردو الفرنسي (1996-1997) بريشيا الإيطالي (1998-2000) رافينا الإيطالي (2000-2001) بيفيرين (2001-2002).
شارك بودارت مع منتخب بلجيكا في 12 مباراة دولية في الفترة من 1985 إلى 1995. كان بودارت دوما احتياطيا أول مع جين ماري بفاف ثم ميشيل برودهوم.
تولى بودارت تدريب أندية فيزي (2002-2003) أوستيند (2003-2005) إندراخت آلست (2005) لو لوفير (2005-2006) فيفيلغيم سيتي (2006).
في 21 فبراير 2006 اضطر لتقديم استقالته من تدريب نادي لو لوفير بسبب فضيحة المراهنات الذي هزت كرة القدم البلجيكية . في 21 أغسطس 2008 قبضت عليه الشرطة المحلية بسبب قيامه بعملية سرقة أحد المحلات .

## روابط خارجية
- غيلبيرت بودارت على موقع الاتحاد الدولي (مؤرشف)  (الإنجليزية)
- غيلبيرت بودارت على موقع الاتحاد البلجيكي (الإنجليزية)
- غيلبيرت بودارت على موقع قاعدة بيانات كرة القدم.إي يو (الإنجليزية)
- غيلبيرت بودارت على موقع ناشيونال فوتبول تيمز (الإنجليزية)
- غيلبيرت بودارت على موقع Soccerway.com (الإنجليزية)
- غيلبيرت بودارت على موقع عالم كرة القدم.نت (الإنجليزية)